# Via Slavica
Die Via Slavica ist ein altes Netz von Handelsrouten, die heute als Pilgerweg genutzt werden.
Die Via Slavica führt von Osteuropa kommend über Brünn und Wien nach Aquileia und weiter nach Rom. Von Wien gibt es zwei Routen, die der Via Slavica zugerechnet werden, die erste entlang der Bernsteinstraße und die zweite entlang der  Via Sacra nach Mariazell und dann den Kärntner Mariazellerweg nach Arnoldstein und Aquileia.